# Благословение небожителей
«Благословение небожителей» (кит. 天官赐福, пиньинь. Tiān Guān Cì Fú) — китайский анимационный сериал (дунхуа), снятый по одноимённому роману Мосян Тунсю. Первый сезон выходил на Bilibili c 31 октября 2020 по 2 января 2021 года. Второй сезон выходил с 17 октября 2023 года по 17 января 2024 года. В октябре 2023 года права на показ дунхуа в России были куплены Dentsu Entertainment Eurasia Partners (DEEP).
Министерство информации Республики Беларусь внесло серию книг "Благословение небожителей" на своем сайте в «список печатных изданий, содержащих информационные сообщения и (или) материалы, распространение которых способно нанести вред национальным интересам Республики Беларусь». Таким образом, серия была признана экстремистскими материалами и запрещена к распространению в свободной продаже.

## Сюжет
Действие происходит в вымышленном мире, где существуют люди, боги и демоны. Восемьсот лет назад Се Лянь был наследным принцем королевства Сяньлэ и считался всеобщим любимцем. Достигнув просветления, он вознёсся на Небеса в юном возрасте, но был дважды низвергнут оттуда из-за несчастных событий. Теперь Се Лянь в третий раз возносится на Небеса и становится посмешищем всех трёх царств. На своей первой миссии в качестве небожителя он встречает двух богов войны: Фу Яо и Нань Фэна, а также таинственного демона, который наводит ужас на Небеса. Се Лянь не знает, что этот Князь демонов уделяет ему внимание уже очень долгое время.

## Список серий

### 1 сезон
| №  | Название                                                    | Экранизированные главы романа | Трансляция      |
| -- | ----------------------------------------------------------- | ----------------------------- | --------------- |
| 1  | «Обручённый принц» (кит. 太子新娘)                          | 1-8                           | 31 октября 2020 |
| 2  | «Запертые в горах Мингуана» (кит. 山锁明光)                 | 8-10                          | 31 октября 2020 |
| 3  | «Давняя ненависть красавицы» (кит. 旧恨红颜)                | 10-12                         | 7 ноября 2020   |
| 4  | «Князь демонов, Хуа Чэн» (кит. 诡王花城)                    | 12-13                         | 14 ноября 2020  |
| 5  | «В монастыре Водных каштанов» (кит. 菩荠记事)               | 13-17                         | 21 ноября 2020  |
| 6  | «Затерянные на пути к Баньюэ» (кит. 半月迷踪)               | 17-20                         | 28 ноября 2020  |
| 7  | «Жало скорпиона, тень змеи» (кит. 蝎尾蛇影)                 | 20-22                         | 5 декабря 2020  |
| 8  | «Ветра поднимутся над древним государством» (кит. 风起古国) | 22-24                         | 12 декабря 2020 |
| 9  | «Предательство чародейки» (кит. 妖道之祸)                   | 24-26                         | 19 декабря 2020 |
| 10 | «Прошлое Бань Юэ» (кит. 半月往事)                           | 26-28                         | 26 декабря 2020 |
| 11 | «Правда и ложь погребены в песках» (кит. 沙埋功过)          | 28-29                         | 2 января 2021   |

Премьера дунхуа состоялась 31 октября 2020 года, эпизоды выходили каждую субботу в 11 часов утра по китайскому стандартному времени. 16 февраля 2021 года вышел спецэпизод.
Второй сезон выходил с 17 октября 2023 года по 17 января 2024 года.

### 2 сезон
| №  | Название                                                              | Экранизированные главы романа | Трансляция      |
| -- | --------------------------------------------------------------------- | ----------------------------- | --------------- |
| 1  | «Возвращение короля призраков» (кит. 鬼王現身)                        | 32-35                         | 18 октября 2023 |
| 2  | «Случайное попадание в игорный дом» (кит. 賭盅玲瓏)                   | 38                            | 25 октября 2023 |
| 3  | «Призрачная окова проклятой кандалы» (кит. 鬼使咒枷)                  | 39-42                         | 1 ноября 2023   |
| 4  | «Секретная комната» (кит. 密道出逃)                                   | 42-43                         | 8 ноября 2023   |
| 5  | «Второе пришествие Фан Синя» (кит. 芳心再臨)                          | 44-45                         | 15 ноября 2023  |
| 6  | «Нападение на Небесный дворец» (кит. 萬諜拯君)                        | 45-47                         | 5 декабря 2023  |
| 7  | «Тысяча миль в стороне» (кит. 唯念一人)                               | 47-49                         | 12 декабря 2023 |
| 8  | «Зелёный призрак Ци Жун» (кит. 青燈夜遊)                              | 49-50                         | 19 декабря 2023 |
| 9  | «Юнъань и Сяньлэ» (кит. 仙樂永安)                                     | 51-52                         | 26 декабря 2023 |
| 10 | «Омытое кровью золото» (кит. 仙樂露出真面目)                          | 53                            | 2 января 2024   |
| 11 | «Перманент под луной» (кит. 月下惜別)                                 | 53-55                         | 9 января 2024   |
| 12 | «С благословением небожителей барьеры неизвестны» (кит. 三郞哥哥分別) | 55-57                         | 17 января 2024  |

## Саундтрек
| №  | Название                                                                       | Исполнитель  | Длительность |
| -- | ------------------------------------------------------------------------------ | ------------ | ------------ |
| 1. | «No Parting (无别)» (Опенинг (1 сезон))                                        | Джефф Чан    | 1:45         |
| 2. | «Never Leave (不散)» (Эндинг (1 сезон))                                        | Изабель Хуан | 1:36         |
| 3. | «One Flower, One Sword (一花一劍, Yī Huā Yī Jiàn)» (Эндинг (1 сезон, 1 серия)) | Ли Синьи     | 3:40         |
| 4. | «Red Supreme (红绝)» (Эндинг (1 сезон, 9 серия))                               | Ху Ся        | 1:37         |

## Медиа

### Роман
Третий роман Мосян Тунсю «Благословение небожителей» был впервые опубликован в 2017 году в китайском издательстве «JJXWC». Произведение состоит из 244 глав и 8 экстр.
Русская адаптация романа начала выходить (в нескольких томах) в переводе Дарии Тебидзе и Анны Чжан в издательстве «Комильфо». Внутренние иллюстрации для этого издания нарисовала Ярослава Мурашко.

### Маньхуа
Выпуск маньхуа был анонсирован 15 августа 2019 года и состоялся 19 октября того же года. К настоящему времени завершены три тома, а четвёртый том выходит каждую неделю на Bilibili. Иллюстрацией занимается STARember.

### Телесериал
9 декабря 2020 года было объявлено о подготовке телевизионной адаптации «Благословения небожителей». Съёмки сериала начались во второй половине 2021 года и длились 6 месяцев. Режиссёром объявлен Чан Калам, ранее работавший над дорамой «Неукротимый: Повелитель Чэньцин». Дата выхода сериала на данный момент неизвестна.